# Pfarrkirche Grafenstein

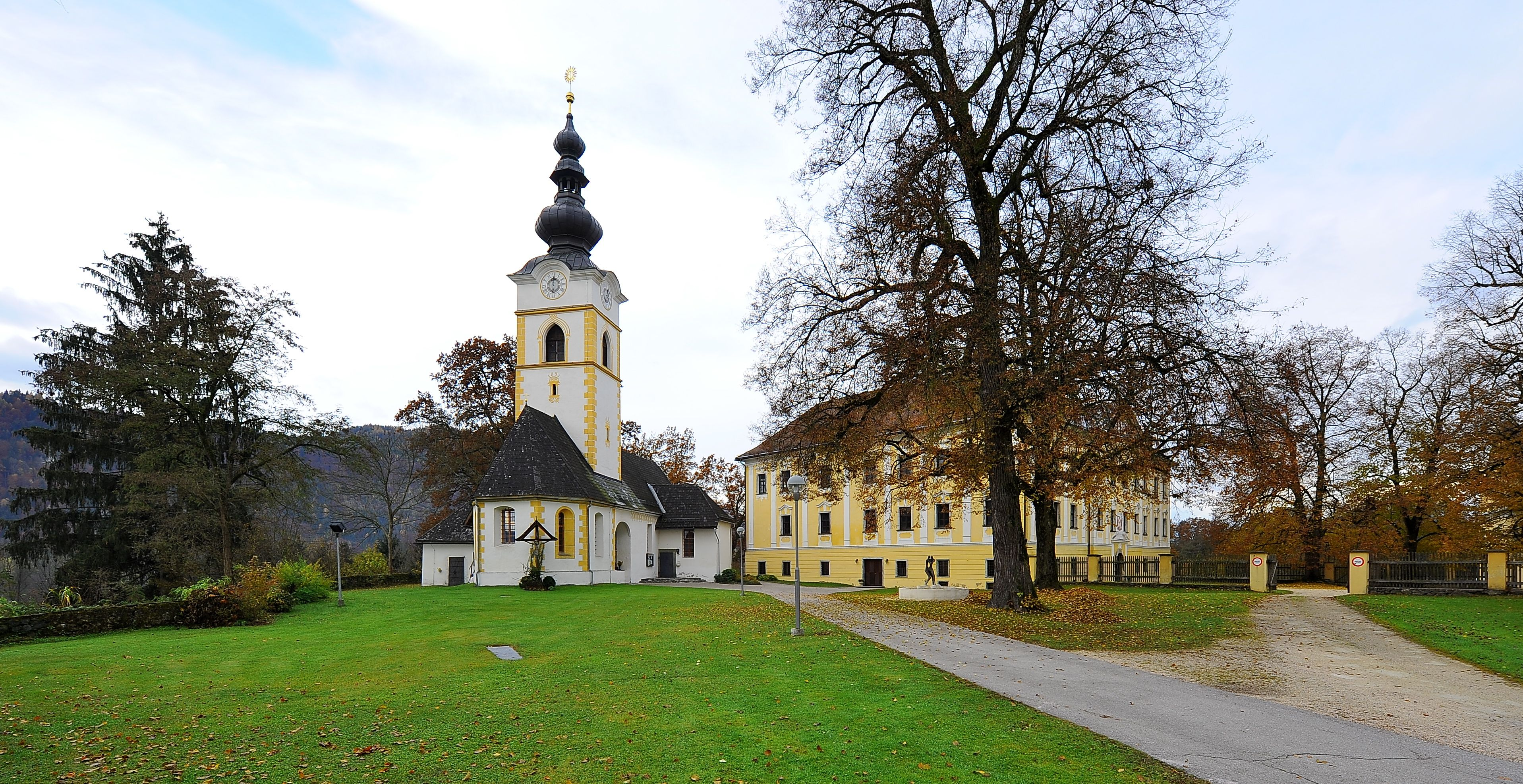
Kath. Pfarrkirche hl. Stephan neben dem Schloss Grafenstein

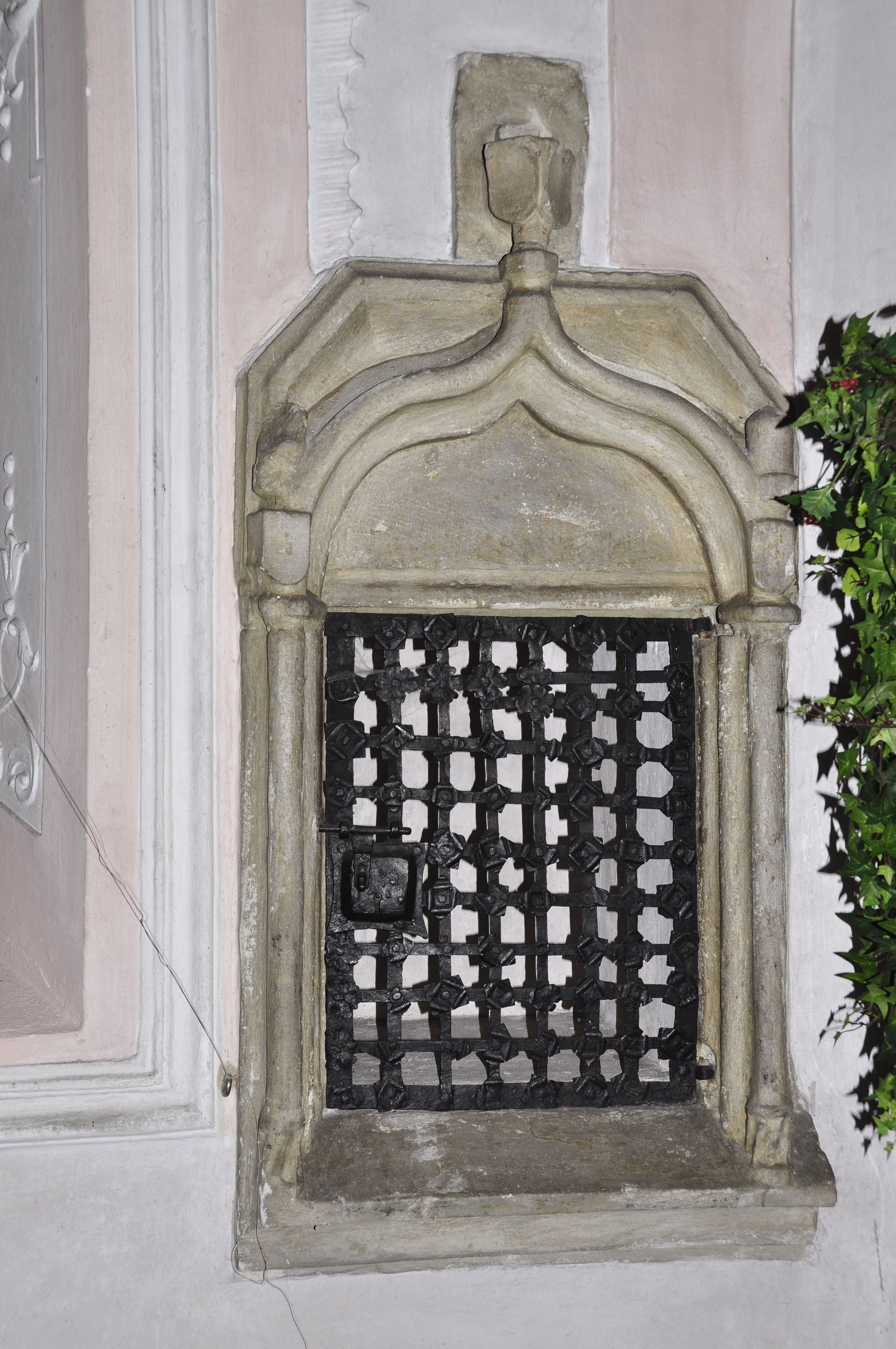
Spätgotische Sakramentsnische mit Rosettengitter

Die römisch-katholische Pfarrkirche Grafenstein steht im Ort Grafenstein in der Marktgemeinde Grafenstein im Bezirk Klagenfurt-Land in Kärnten. Die Pfarrkirche hl. Stephan gehört zum Dekanat Tainach/Tinje in der Diözese Gurk-Klagenfurt. Die Kirche steht unter Denkmalschutz.

## Geschichte
1116 wurde die Weihe einer Vorgängerkirche und Eigenkirche der Edlen von Lungau genannt. Die baufällige Kirche wurde wahrscheinlich als Pfarrkirche neu aufgebaut. 1158 ging die Kirche an das Gurker Domkapitel und wurde 1184, 1265 und 1287 genannt. 1629 geht die Vogtei an die Rosenberg.

## Architektur
Die einschiffige romanische Chorturmkirche hat einen polygonalen gotischen Chor. Nördlich und südlich hat die Kirche barocke Kapellenanbauten. Westlich wurde eine offene Vorhalle angebaut. Der massive Ostturm hat große spitzbogige Schallfenster und trägt einen barocken Zwiebelhelm. An der Ostwand unter dem Chordach ist teils noch ein romanischer Apsisgiebel erhalten. Das gotische Westportal ist spitzbogig. Nordseitig ist in einer rundbogigen Flachnische eine Schnitzgruppe Pietà aus dem 19. Jahrhundert mit einem gemalten Hintergrund von Josef Veiter (1887). Östlich des Chores steht ein Kruzifix aus der ersten Hälfte des 17. Jahrhunderts.

## Ausstattung
Der Hochaltar aus der ersten Hälfte des 18. Jahrhunderts trägt qualitätsvolle barocke Figuren vermutlich vom Bildhauer Christoph Rudolph.